# Bibliothèque Milutin Bojić
La bibliothèque Milutin Bojić (en serbe cyrillique : Библиотека Милутин Бојић ; en serbe latin : Biblioteka Milutin Bojić) est située à Belgrade, en Serbie, dans la partie urbaine de la municipalité de Palilula. Elle a été créée en 1957 pour servir de bibliothèque centrale à la municipalité.
Son nom est un hommage à Milutin Bojić (1892-1917), un poète, critique et dramaturge serbe.

## Organisation
La bibliothèque centrale est établie 5 rue Ilije Garašanina. Elle dispose de dix annexes :
- Hadžipopovac, 22 rue Primorska ;
- Stara Karaburma, 50 rue Višnjička ;
- Novo naselje, 43 rue Patrisa Lumumbe ;
- Marijana Gregoran
- Département d'entretien et de classement des livres, 18 rue Salvadora Aljendea ;
- Pera Ćetković, 10 rue Pere Ćetkovića ;
- Dunavski venac, 44 Zrenjaninski put ;
- Kotež, 5 rue Trajka Grkovića ;
- Borča, Koste Manojlovića ;
- Ovča, 78 rue Mihaila Emineskua ;
- Padinska skela, Tržni centar (« Centre commercial »).

## Fonds
La bibliothèque Milutin Bojić compte environ 130 000 références (littérature, littérature pour les enfants, périodiques, vidéos, cédés audio).